# Objektivnost
Objektivnost je lastnost pomeni pa neodvisno od duhovnega stanja, vedenja, doživljanja, čutenja...
Objektivno je vse tisto kar določa nas in našo okolico na materialnem nivoju.
Oseba se trudi biti objektivna kadar ne sodi pod vplivom čustev ampak razuma. Biti popolnoma objektiven do subjektivnega je nemogoče, kajti resnica je v očeh opazovalca, dokaz za to je predvsen logične narave (objektivno) čeprav ga dojemamo predvsem samoumevno - čustveno (subjektivno).
Nasprotje objektivnosti je subjektivnost.

## Primeri:
Primera za objektivno:
Ena plus ena je dva
"Sodnik mora dati objektivno mnenje."
Primer da je objektivna presoja subjektivnega subjektivna: 
"Ukradel si mi denar."
objektivno dejstvo, kajti definicija kraje po SSKJ: »kraja - jemanje česa s prisvojitvenim namenom na skrivaj in brez dovoljenja in vednosti lastnika«.
"Denar si mi bil dožan."
subjektivno dejstvo, recimo da je denar bil obljubljen za delo, katerega kvaliteta ja subjektivna.